# Они (город)
О́ни (груз. ონი) — город в Грузии, административный центр Онского муниципалитета в составе региона Рача-Лечхуми и Нижняя Сванетия. Центр исторической области Рача.
Расположен у подножия Рачинского хребта на левом берегу реки Риони, в 34 км к северо-востоку от регионального центра Амбролаури.
В городе проживала третья по численности в Грузии после Тбилиси и Кутаиси община грузинских евреев.

## История
Дата основания селения неизвестна. Первые письменные упоминания датируются XV веком.
Как центр княжества Рача входила в Имеретинское царство, присоединённое в 1810 году к Российской империи.
С 1846 года Они стал центром Рачинского уезда Кутаисской губернии.
Через город проходит историческая Военно-Осетинская дорога, связывающая северокавказский регион Северная Осетия с западной Грузией, начинающаяся с города Владикавказ, Алагир, Мизур, Мамисонское ущелье, Они, Кутаиси. Дорога действовала до начала 1980-х годов.
В городе проживала третья по численности в Грузии после Тбилиси и Кутаиси община грузинских евреев.
В советское время в городе действовали маслосыродельный и винный заводы, швейная фабрика, деревообрабатывающий завод.
Город был сильно разрушен 29 апреля 1991 года Рачинским землетрясением, оцененным в 6,9 баллов по шкале Рихтера. С 2004 годов идёт активное восстановление города.

## Достопримечательности
- Краеведческий музей[3]
- Минеральный источник Они
- Онская синагога (1895)

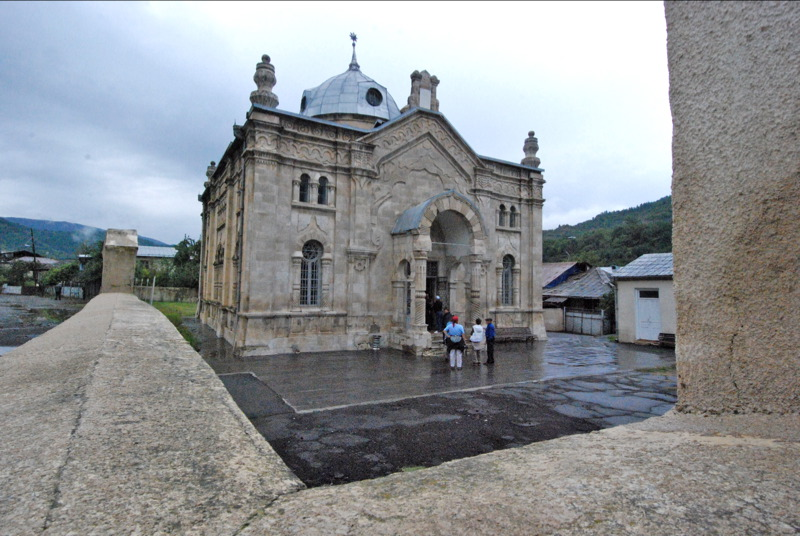
Онская синагога (улица Вахтанга VI).

- Руины средневековых фортов и церквей

## Города-побратимы
- Беэр-Шева, Израиль.
- Фитчбург, Массачусетс, США.

## Известные уроженцы, жители
- Гордезиани, Ясон Давидович (1876, Сакао — 1960, Батуми) — грузинский агроном, садовник-декоратор.
- Мревлишвили, Михаил Николаевич — писатель, уроженец города Они[4]